# Claus Rolfs
Claus E. Rolfs (* 1941 in Bad Peterstal) ist ein deutscher Experimentalphysiker, der sich mit Materialwissenschaften und nuklearer Astrophysik befasst.
Rolfs ging in Offenburg zur Schule und studierte an der Albert-Ludwigs-Universität Freiburg Physik. Ab 1973 war er enger Mitarbeiter von William A. Fowler am Caltech, wo Rolfs als Millikan Fellow war. Ab den 1970er Jahren war er Professor an der Universität Münster. Er ist seit 1990 Professor an der Ruhr-Universität Bochum, wo er 2007 emeritierte. Er lebt in Münster. 1980 war er Gastprofessor an der Ohio State University.
Rolfs untersuchte experimentell die in der Sonne ablaufenden Kernfusionsreaktionen im Labor.
Ab 2005 beschäftigte er sich auch mit der Behandlung radioaktiven Abfalls. Er stellte in seinen Experimenten fest, dass die Fusionsrate bei Einlagerung der Zielkerne in einem Metall (und bei Kühlung) höher war und verspricht sich bei der Behandlung von Alpha- und Beta-Strahlern aus radioaktivem Abfall von Kernkraftwerken durch einen analogen Einbau in Metalle und Kühlung auf sehr niedrige Temperaturen (wenige Kelvin) eine Reduzierung der Halbwertszeiten um einen Faktor bis 100, zum Beispiel bei Radium 226 (einem der schädlichsten Stoffe im nuklearen Abfall von Kernkraftwerken) von 1622 Jahren auf 100 Jahre. Als Grund nimmt Rolfs an, dass es durch die im Metall an den Kern heranreichende Wolke freier Elektronen zur Beschleunigung positiver Zerfallsprodukte wie Alpha-Teilchen aus dem Kern kommt.
Die Änderung der Halbwertszeit konnte aber bisher durch keine Experimente belegt werden. Das Isotopenverhältnis von Uran ist zudem in den verschiedensten Erzlagerstätten weltweit bis auf die Messungenauigkeit identisch. Daraus ergibt sich, dass die Halbwertszeit weder durch die chemische Umgebung noch durch Temperatur messbar beeinflusst wird.
Claus Rolfs hat über 450 Aufsätze veröffentlicht und ist auch Autor verschiedener Bücher für Jugendliche.
1972 war er als Vertreter von Kanada bei der IAEO in Wien. 1979 erhielt er den Röntgen-Preis der Universität Gießen. Er ist mehrfacher Ehrendoktor (Neapel, Catania, Lissabon). 2006 erhielt er in Kalkutta den Saha Memorial Prize und 1989 den belgisch-deutschen Humboldt-Preis. 2010 erhielt er den Hans-A.-Bethe-Preis für seine wesentlichen Beiträge zur experimentellen Bestimmung der Kern-Wirkungsquerschnitte in Sternen, einschließlich der ersten direkten Bestimmung des Wirkungsquerschnitts der Helium 3 Fusionsreaktion unter solaren Bedingungen.
Rolfs spielt mehrere Instrumente.
Zu seinen Doktoranden zählte Michael Wiescher, der 2003 den Hans-A.-Bethe-Preis erhielt.

## Schriften
- mit William Rodney: Caldrons in the Cosmos. University of Chicago Press, 1988.
- Auf ins Weltall – ein Wegbegleiter für Jung und Alt. Wagner Verlag, Gelnhausen 2009, ISBN 978-3-86683-506-1.
- Wie Biosphäre und Medizin die Physik verwenden. Wagner Verlag, Gelnhausen 2009.
- Was man so über Energie wissen sollte. Wagner Verlag, Gelnhausen 2009.
- Schall bei Mensch und Tier und die Kunst der Musik. Verlag Die Blaue Eule, Essen 2009.
- Tierische Physik – vom Kolibri zum Wal : Physik in unserer Zeit. Bd. 41, 2010, Heft 3, S. 152.
- mit Karlheinz Langanke: Die Nukleosynthese in homogenen und inhomogenen Urknallmodellen. Physikalische Blätter, Bd. 49, 1993, S. 31.
- Die himmlische Energiequelle: wie funktioniert die Sonne? Die Geschichte der chemischen Elemente, in Müller-Krumbhaar, H.-F. Wagner (Herausgeber) ..und er würfelt doch!, Wiley/VCH 2001, S. 100–109 (Sammelband zum Jahr der Physik 2000, im Auftrag der Deutschen Physikalischen Gesellschaft/Bundesministerium für Bildung und Forschung)
- mit H. Trautvetter: Experimental nuclear astrophysics, Annual Rev. Nucl. Part. Sci., Band 28, 1978, 115–159
- Laboratory approaches of nuclear reactions involved in primordial and stellar nucleosynthesis, Progress Part. Nucl. Phys., Band 17, 1986, 365–391
- Nuclear reactions in stars, Progress Particle Nuclear Phys., 46, 2001, 23
- Nuclear reactions in stars far below the Coulomb barrier, Progress Part. Nucl. Phys., 59, 2007, 43
- mit C. Barnes: Radiative capture reactions in nuclear astrophysics, Ann. Rev. Nucl. Part. Sci., 40, 1990, 45–78